# Weurt
Weurt (51° 51′ N, 5° 49′ L) é uma vila dos Países Baixos, na província de Guéldria. Weurt pertence ao município de Beuningen, e está situada a 4 km, a norte de Nijmegen.
The village Weurt has a population of around 2230 habitantes.
A área de Weurt, que também inclui as partes periféricas da cidade, bem como a zona rural circundante, tem uma população estimada em 2470 habitantes.